# Ясеница, Павел
Павел Ясеница (пол. Paweł Jasienica, настоящее имя Леон Лех Бейнар − пол. Leon Lech Beynar; 10 ноября 1909, Симбирск — 19 августа 1970, Варшава) — польский писатель, эссеист и публицист.

## Биография
Выпускник исторического факультета Университета Стефана Батория в Вильно. В 1928—1932 годах был учителем истории в Гродно.
В 1964 году был одним из 34 польских интеллектуалов, которые подписали протест в связи с усилением цензуры прессы. Во второй половине шестидесятых годов преследовался за сопротивление цензуре и активную деятельность в либерально-демократической оппозиции.
Павел Ясеница наиболее известен своими книгами о истории Польши до разделов («Польша Пястов» (пол. Polska Piastów), «Польша Ягеллонов» (пол. Polska Jagiellonów), «Речь Посполитая обоих народов» (пол. Rzeczpospolita Obojga Narodów)), в которых выразил взгляды, противоречащие взглядам большинства современных ему историков.

## Награды
- Кавалер Ордена Возрождения Польши. Награждён 22 июля 1956 г.
- Крест Храбрых. Награждён командованием Виленского округа Армии Крайовой в 1944 году. Награда подтверждена Министерством национальной обороны в 1967 году.
- Крест Армии Крайовой. Награждён 24 июля 1967 года в Лондоне Каролем Земским.
- Кавалер Большого креста Ордена Возрождения Польши. Награда получена посмертно 3 мая 2007 года.

## Филателия
- В 2009 году почта Польши выпустила марку с изображением П. Ясеницы[2] (4308).